# Дівиця (Семилуцький район)
Дівиця (рос. Девица) — село у Семилуцькому районі Воронезької області Російської Федерації.
Населення становить 5780 осіб. Входить до складу муніципального утворення Дівицьке сільське поселення.

## Історія
Населений пункт розташований у історичному регіоні Чорнозем'я. Від 1925 року належить до Семилуцького району, спочатку в складі Центрально-Чорноземної області, а від 1934 року — Воронезької області.
Згідно із законом від 15 жовтня 2004 року входить до складу муніципального утворення Дівицьке сільське поселення.

## Населення
| 1959  | 1979  | 2002  | 2010  | 2012  | 2013  | 2014  |
| ----- | ----- | ----- | ----- | ----- | ----- | ----- |
| 5663  | ↘4833 | ↘4451 | ↗4562 | ↗5264 | ↗5402 | ↗5454 |
| 2015  | 2017  |       |       |       |       |       |
| ↗5656 | ↗5780 |       |       |       |       |       |